# Quỳnh Hội
Quỳnh Hội là một xã của huyện Quỳnh Phụ, tỉnh Thái Bình, Việt Nam.

## Đơn vị hành chính
Quỳnh Hội bao gồm 5 thôn: thôn Tân Hóa, thôn Phụng Công, thôn Nguyên Xá, thôn Đông Xá và thôn Lương Mỹ, bao gồm hơn 8500 nhân khẩu .

## Sự kiện 1997
"Sự kiện khởi đầu của tình hình mất ổn định  chính trị - xã hội ở Thái 
Bình. Trong 2 tháng  cuối 1996, hàng trăm người ở xã Quỳnh Hội huyện 
Quỳnh Phụ nhiều lần lên xã, huyện, tỉnh khiếu tố về việc UBND huyện 
Quỳnh Phụ không thực hiện quỹ đất 5% là trái với chủ trương của tỉnh; 
các khoản dân phải đóng góp quá lớn; cán bộ xã có hành vi tham nhũng, tiêu cực.
Dân yêu cầu cấp trên thanh tra, xử lý cán bộ sai phạm.
Ngày
5/12/1996, UBND huyện Quỳnh Phụ thành lập đoàn thanh tra liên ngành, 
tiến hành thanh tra việc xây dựng cơ bản, ngân sách xã và kinh tế HTX 
Nông nghiệp. Kết quả thanh tra xây dựng cơ bản (trạm bơm, cải tạo mương máng, làm đường giao thông…) bước đầu phát hiện có dấu hiệu tham ô 
90.600.000 đồng.
 Thanh tra kinh tế, tài chính xã, phát hiện chi sai nguyên tắc 48.275.000 đồng. Ngoài ra còn có nhiều biểu hiện tiêu cực
trong việc mua thóc giống, vay tiền cá nhân sử dụng cho HTX với lãi suất cao…
19h 30 ngày 26/12/1996, Chi nhánh điện Quỳnh Phụ ngừng cấp điện cho xã vì còn nợ chi nhánh 3.800.000 đồng. Hàng nghìn người 
trong xã kéo đến nhà chủ tịch UBD xã thắc mắc và một số người quá khích đã đập phá tài sản, làm thiệt hại khoảng 3.000.000 đồng.
Ngay sau khi
sự việc xảy ra, dưới sự chỉ đạo của Lãnh đạo công an tỉnh, của Thường 
trực huyện ủy, UBND huyện Quỳnh Phụ, lực lượng công an và các ngành đã tập trung giải quyết nhằm ổn định tình hình.

## Nhân vật nổi tiếng
Thôn Phụng Công là nơi sinh ra và lớn lên của Thượng tướng Đào Đình Luyện - nguyên Tổng Tham mưu trưởng Quân đội Nhân dân Việt Nam.